# Aoria nepalica
Aoria nepalica es un coleóptero de la familia Chrysomelidae.
Fue descrita científicamente por primera vez en 1997 por Medvedev & Sprecher-Uebersax.